# Ванагайте, Рута
Ру́та Ванага́йте (лит. Rūta Vanagaitė; род. 25 января 1955 года, Шяуляй) — литовский театральный критик, писательница, журналистка, общественный деятель города Вильнюс. Знает литовский, русский, английский, финский, польский и французский языки.

## Биография
Рута Ванагайте родилась 25 января 1955 года в городе Шяуляй. С 1961 по 1972 год училась в Вильнюсской средней школе № 22.
В 1978 году окончила Государственный институт театрального искусства имени А. В. Луначарского, где изучала театральное искусство. Ещё до окончания учёбы она дебютировала в качестве автора статей, посвященных театру. В 1978 году стала руководителем раздела театра, кино и телевидения в ежемесячнике „Kultūros barai“, а затем работала в еженедельной газете „Literatūra ir menas“.
С 1985 по 1989 год жила в Хельсинки, где она работала в библиотеке университета Хельсинки и писала статьи на социально-культурные темы в газете «Helsingin Sanomat».
В 1989 году вернулась в Литву и стала художественным руководителем Национального молодёжного театра. С 1991 года в Литве она организовывала международный театральный фестиваль LIFE.
В 1999—2001 годах была советником по культуре и коммуникации премьер-министра Роландаса Паксаса. В 2001 году основала агентство по связям с общественностью «Acta Publica». С 2006 года руководит агентством «Vilko valia».
В 2015 году, после общения с Эфраимом Зуроффом, узнала о уничтожении литовских евреев во время Холокоста и занялась работой над книгой «Свои. Путешествие с врагом», которая вышла спустя год. В книге она предала огласке массовое добровольное участие простых литовцев в убийствах евреев и грабеже их имущества. После выхода книги в свет от Ванагайте отвернулись многие родные и друзья.
В марте 2017 года Рута Ванагайте приезжала в Белоруссию, по приглашению нобелевского лауреата Светланы Алексиевич, на лекцию в траурный день 2 марта (в тот же день 75 лет назад уничтожили около 5 тысяч узников минского гетто, где поныне мемориал «Яма»). В 2018 году Рута Ваганайте выступала в Израиле. Книга «Свои. Путешествие с врагом» вышла в переводе на иврит «מסע עם האויב».
Следующей книгой Ванагайте о Холокосте стала совместная с немецким историком Кристофoм Дикманом «Как это случилось?».

## Книга «Свои»
Книга основана на архивных документах об участии литовцев в массовых расстрелах евреев во время Холокоста. Одной из причин, заставившей Ванагайте написать эту книгу, она называет высокий уровень антисемитизма среди литовцев.
Издатель вначале побоялся печатать книгу. В конце концов книга вышла в январе 2016 года на литовском языке в издательстве Alma littera (Вильнюс). Власти Литвы (где есть 227 мест расстрела евреев и каждый литовец может доехать до места расстрела за полчаса), по оценке автора, считают книгу угрозой национальной безопасности. Книга стала бестселлером. Книга вышла на русском языке под названием «Свои. Путешествие с врагом» в мае 2018 года в издательстве «Corpus».